# لابي كاسياتي جيلداس
لابي كاسياتي جيلداس (بالإنجليزية: Kassia) (و. 810 – 865 م) هي ملحنة، وشاعرة، وكاتِبة من الإمبراطورية البيزنطية، ولدت في القسطنطينية، توفيت في القسطنطينية، عن عمر يناهز 55 عاماً.

## روابط خارجية
- لابي كاسياتي جيلداس على موقع ميوزك برينز (الإنجليزية)